# Drosophila unimaculata
Drosophila unimaculata este o specie de muște din genul Drosophila, familia Drosophilidae, descrisă de Gabriel Strobl în anul 1893. Conform Catalogue of Life specia Drosophila unimaculata nu are subspecii cunoscute.